# Torre Mileto
Torre Mileto is een plaats (frazione) in de Italiaanse gemeente San Nicandro Garganico.